# Gutshof Ratschenhof

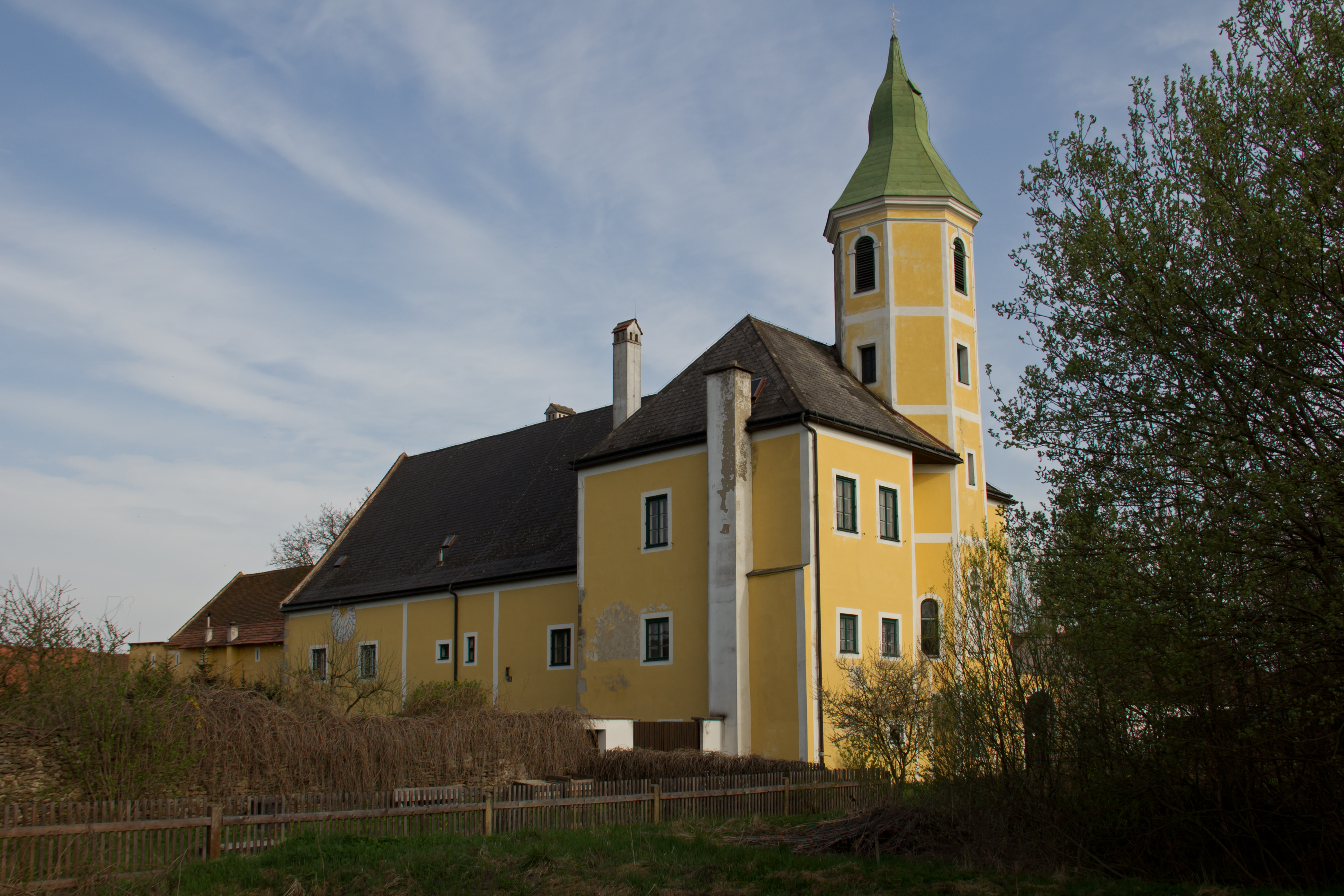
Südseite des Gutshofs

Der Gutshof in der niederösterreichischen Ortschaft Ratschenhof ist seit dem 12. Jahrhundert ein Wirtschaftshof des Stifts Zwettl und wird vom Kloster heute noch als Forsthaus genutzt. 1139 erstmals urkundlich erwähnt, erhielt er Anfang des 14. Jahrhunderts eine Kapelle, die 1311 geweiht wurde.  Direkt neben dem denkmalgeschützten Gutshof (Listeneintrag) liegt ein ca. 3,5 ha großer Fischteich, der sogenannte „Jägerteich“. Dieser wurde um 1280 angelegt und ist somit eine der ältesten teichwirtschaftlichen Anlagen in der Region.

## Gutshof
Die T-förmige Anlage besteht aus einem Quer- und einem Längstrakt. Sie ist teilweise von einer Mauer umgeben und im Westen durch ein zinnenbekröntes Tor mit Rundtürmen zugänglich, das vermutlich im 16. Jahrhundert erbaut wurde. Der dreigeschoßige Quertrakt ist durch ein Walmdach gedeckt. Die Kapelle in der Mitte des Quertraktes wurde beim Umbau 1673 zu einem halb eingestellten, fünfgeschoßigen, achteckigen Turm aus Bruchsteinmauerwerk umgestaltet. Dieser hat rundbogige Schallfenster und wird von einem gebauchten Spitzhelm bekrönt. Die Nordseite des zweigeschoßigen Längstrakts ist mit einem Sgraffito zweier kniender Engel aus der zweiten Hälfte des 16. Jahrhunderts versehen. Sämtliche Erdgeschoßräume haben Tonnengewölbe mit Stichkappen und dienten früher als Stallungen. Im zweiten Geschoß befindet sich ein Vorratsraum mit Stichkappentonne.

## Kapelle
Die Kapelle Hll. Philipp und Jakob hat ein gotisches Spitzbogenportal, das von einem Renaissanceportal mit Halbsäulen und gesprengtem Giebel umbaut ist. Der quadratische, kreuzrippengewölbte Kapellenraum verfügt über einen spitzbogigen Triumphbogen und einen eingezogenen Chor mit Fünfachtelschluss und steigendem Kreuzrippengewölbe vom Anfang des 14. Jahrhunderts. Die barocken Flachbogenfenster wurden um 1670 eingebaut.
Der Rokokoaltar stammt aus der Zeit um 1760. Er hat einen Wandaufbau mit Pilastern, verkröpftem Gesims und rechteckigem Aufsatz. Am Altarblatt ist eine Darstellung von Jakobus dem Älteren zu sehen und am Aufsatzbild eine Darstellung Magdalenas als Gärtnerin. Er ist außerdem mit Figuren der hll. Johannes Ev. und Judas Thaddäus ausgestattet. Das Vorsatzbild zeigt die Maria Immaculata.
Die Glocke der Kapelle wurde von Simon Urndorfer gegossen. Sie hat einen Durchmesser von 40 cm und trägt die Inschrift „Simon Urndörffer zu Crembs Gos Mich 1688“.